# Мохамед Еїса
 Мохамед Мамун Еїса (англ. Mohamed Mamoun Eisa, нар. 12 липня 1994, Хартум) — суданський футболіст, нападник англійського клубу «Пітерборо Юнайтед».

## Ранні роки
Народився в суданському місті Хартум, у 9-річному віці разом з родиною переїхав до Лондона, де оселився в районі Кемден.

## Кар'єра гравця
По завершенні навчання в «Футбольній академії Про Тач», побував на перегляді в «Норвіч Сіті», «Саутенд Юнайтед» та «Оксфорд Юнайтед». У перші роки дорослої футбольної кар'єри виступав за нижчолігові напівпрофесіональні клуби «Дартфорд», «Лезергіт», «ВКД Атлетік», «Корінтіан» та «Грінвіч Бороу». У футболці «Грінвіча» відзначився 57-а голами у 100 матчах (в усіх турнірах), а в червні 2017 року залишив клуб.

### «Челтнем Таун»
7 липня 2017 року підписав 1-річний контракт з «Челтнем Таун». Швидко закріпився в команді й у серпні 2017 року підписав з клубом новий контракт, до 2020 року. 24 березня 2018 року встановив клубний рекорд у чемпіонаті, відзначившись 20-а голами за сезон. 6 квітня 2018 року Еїса отримав нагороду Найкращий гравець місяця в Другій лізі.
За підсумками сезону 2017/18 років відзначився 25-а голами у всіх турнірах за «Челтнем Таун», у тому числі й 23-а в чемпіонаті. Також встановив клубний рекорд по найбільшій кількості забитих м'ячів протягом одного сезону. У квітні 2018 року номінований на звання Найкращого футболіста сезону в Другій лізі. За підсумками сезону Иохамед виграв нагороди Найкращий футболіст року за версією вболівальників клубу, Найкращий гравець року за версією одноклубників та Найкращий гравець клубу за версією спонсора «Челтнем Таун».

### «Бристоль Сіті»
Під час передсезонної підготовки 2018 року міг перейти до «Брентфорда», «Лідс Юнайтед» та «Портсмут». Але 23 липня 2018 року Мохамед уклав договір з «Бристоль Сіті». У футболці клубу провів 6 матчів.

### «Пітерборо Юнайтед»
1 червня 2019 року перейшов до «Пітерборо Юнайтед» з англійської Першої ліги за рекордну для клубу суму. До 22 листопада 2019 року відзначився 12-а з 39 голів «Пітерборо» в чемпіонаті.

## Особисте життя
Молодший брат, Або Еїса, також професіональний футболіст.

## Статистика виступів

### Клубна
Станом на 1 березня 2020
| Клуб                | Сезон             | Ліга                                  | Ліга  | Ліга | Кубок ФА | Кубок ФА | Кубок ліги | Кубок ліги | Інші  | Інші | Загалом | Загалом |
| Клуб                | Сезон             | Дивізіон                              | Матчі | Голи | Матчі    | Голи     | Матчі      | Голи       | Матчі | Голи | Матчі   | Голи    |
| ------------------- | ----------------- | ------------------------------------- | ----- | ---- | -------- | -------- | ---------- | ---------- | ----- | ---- | ------- | ------- |
| «Дартфорд»          | 2012–13           | Національна Конференція               | 1     | 0    | 0        | 0        | —          | —          | 0     | 0    | 1       | 0       |
| «Дартфорд»          | 2013–14           | Національна Конференція               | 1     | 0    | 0        | 0        | —          | —          | 2     | 2    | 3       | 2       |
| «Дартфорд»          | Загалом           | Загалом                               | 2     | 0    | 0        | 0        | —          | —          | 2     | 2    | 4       | 2       |
| «Корінтіан»         | 2014–15           | Південна конференція, зона «Схід»     | 18    | 16   | 0        | 0        | —          | —          | 0     | 0    | 18      | 16      |
| «Грінвіч Бороу»     | 2015–16           | Південна конференція, зона «Схід»     | 36    | 32   | 3        | 3        | —          | —          | 5     | 0    | 44      | 35      |
| «Грінвіч Бороу»     | 2016–17           | Дивізіон 1 «Південь» Істмійської ліги | 45    | 20   | 0        | 0        | —          | —          | 0     | 0    | 45      | 20      |
| «Грінвіч Бороу»     | Загалом           | Загалом                               | 81    | 52   | 3        | 3        | —          | —          | 5     | 0    | 89      | 55      |
| «Челтнем Таун»      | 2017–18           | Друга ліга                            | 45    | 23   | 1        | 0        | 2          | 2          | 2     | 0    | 50      | 25      |
| «Бристоль Сіті»     | 2018–19           | Чемпіоншип                            | 5     | 0    | 0        | 0        | 1          | 0          | 0     | 0    | 6       | 0       |
| «Пітерборо Юнайтед» | 2019–20           | Перша ліга                            | 29    | 14   | 4        | 2        | 1          | 0          | 1     | 0    | 35      | 16      |
| Усього за кар'єру   | Усього за кар'єру | Усього за кар'єру                     | 180   | 105  | 8        | 5        | 4          | 2          | 10    | 2    | 202     | 114     |

## Досягнення

### Індивідуальні
- Найкращий гравець місяця у Другій лізі (1): березень 2018[11]
- Найкращий гравець року «Челтнем Таун» з версією вболівальників клубу[13]
- Найкращий гравець року «Челтнем Таун» з версією гравців клубу[13]
- Найкращий гравець року «Челтнем Таун» з версією спонсорів клубу[13]